# Bruce Grove (stacja kolejowa)
Bruce Grove – stacja kolejowa w północnym Londynie, w dzielnicy Haringey, obsługiwana przez brytyjskiego przewoźnika kolejowego National Express East Anglia. W systemie londyńskiej komunikacji miejskiej, należy do trzeciej strefy biletowej. Została otwarta 22 lipca 1872 roku. Stacja znajduje się w pobliżu Bruce Castle Museum.

## Galeria

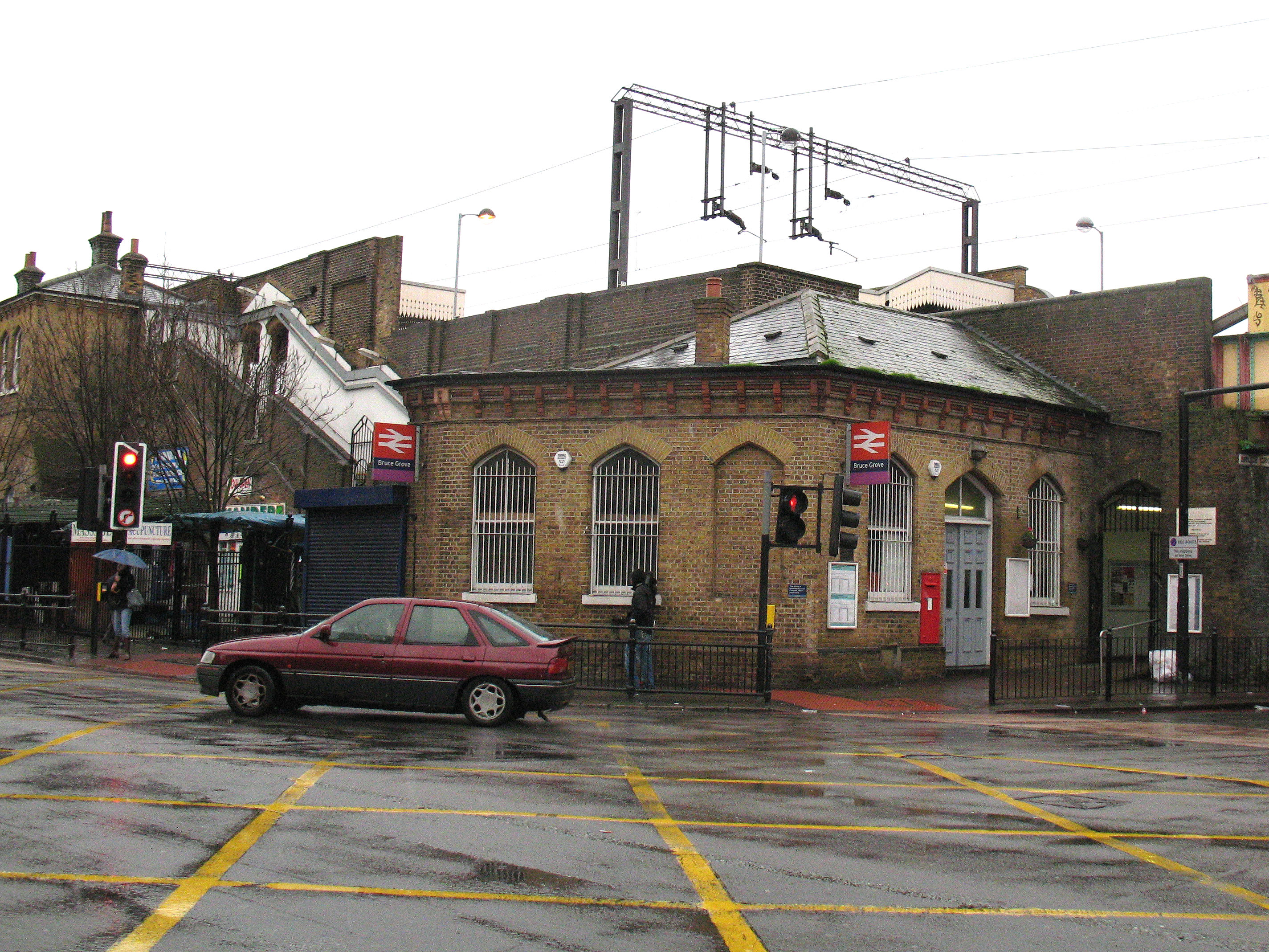
Budynek stacji
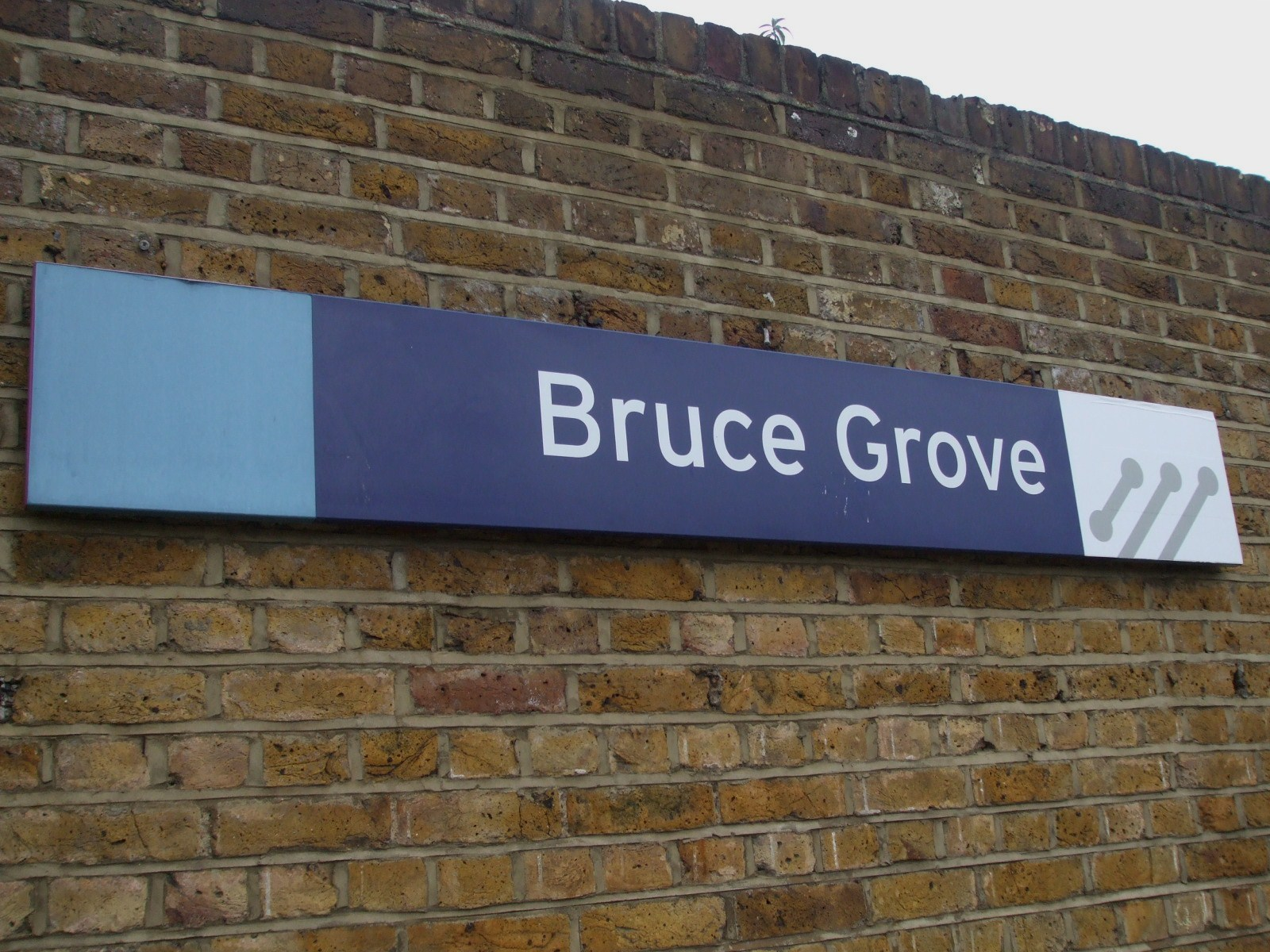
Tablica z nazwą stacji